# Fascination (canción de David Bowie)
"Fascination" es una canción escrita por el músico británico David Bowie y el cantante estadounidense Luther Vandross para el álbum de Bowie, Young Americans en 1975. La canción se originó de una canción de Vandross llamada "Funky Music", la cual The Mike Garson Band solía tocar antes de los conciertos de Bowie en 1974.
Una mezcla alternativa apareció en la caja recopilatoria de 1989, Sound + Vision, a pesar de ser remplazada con la original en la reedición de la compilación en 2003.
Mientras Bowie jamás interpretó está canción en vivo, fue ensayada para una inclusión potencial para ser interpretada en 1985 en el concierto Live Aid, junto con "China Girl", fue finalmente eliminada de su repertorio definitivo.

## Otras versiones
- Fat Larry's Band – Feel It[4] and The Best of Fat Larry's Band[5]
- Old Nick Peterson – King Of The World[6]

## En la cultura popular
La canción es tocada en la estación de radio ficticia Liberty Rock Radio, presentada por un antiguo colaborador de Bowie, Iggy Pop en el videojuego de 2008 Grand Theft Auto IV. Este es también el segundo juego de la franquicia, en presentar una canción del álbum Young Americans (Grand Theft Auto: San Andreas presenta la canción "Somebody Up There Likes Me" en la estación radio de ficticia K-DST).

## Créditos
- David Bowie – voz principal, guitarra, piano
- Carlos Alomar – guitarra
- David Sanborn – saxofón
- Willie Weeks – bajo eléctrico
- Mike Garson – clavinet
- Andy Newmark – batería